# NGC 4048
NGC 4048 este o galaxie lenticulară situată în constelația Părul Berenicei. A fost descoperită în 23 martie 1827 de către John Herschel.